# Riu Yazoo
El riu Yazoo és un afluent del riu Mississipi als estats de Louisiana i Mississipi (Estats Units). Es considera que el riu Yazoo marca el límit sud del que s'anomena delta del Mississipi, una àmplia plana inundable que es ja conreava amb plantacions de cotó abans de la Guerra Civil Americana i que continua dedicant-se a l'agricultura extensiva.
La conca del riu Yazoo és la conca hidrogràfica més gran de l'estat de Mississipi i drena una àrea de 34.589,29 km². La conca cobreix la totalitat o part de 30 comtats i té uns 321 km de llargada i fins a 161 km d'amplada a la seva meitat nord. Els rius principals inclouen els rius Yazoo, Tallahatchie, Yalobusha, Coldwater, Bogue Phalia, Yocona i Sunflower. També es troben quatre grans embassaments de control d'inundacions a la conca: Arkabutla, Enid, Sardes i Grenada. La sortida de la conca és el riu Mississipi a la confluència del riu Yazoo al nord de Vicksburg.
Riu Yazoo, s'origina a la confluència dels rius Tallahatchie i Yalobusha al nord de Greenwood (Mississipi). serpenteja uns 306 km al sud i al sud-oest paral·lel al riu Mississipi, fins a unir-s'hi a Vicksburg.
El Yazoo flueix amb un lleuger pendent. Abans de la construcció del sistema de dics el 1886, la conca del riu estava afectada per les inundacions a partir de les capçaleres dels rierols més grans, però des d'aleshores ha estat una regió important de conreu del cotó. La plana inundable (entre el Mississipi a l'oest i el Yazoo a l'est) actualment està protegida dels desbordaments del Mississipi en un tram de més de 320 km, amb dics que s'estenen des del sud de Memphis fins a la desembocadura del Yazoo a Vicksburg. La conca hidrogàfica és anomenada de diverses maneres, delta del Mississipi, delta de Yazoo o conca de Yazoo.
Culturalment, la conca del Yazoo és reconeguda com un dels bressols de la música blues.
Les principals ciutats al llarg del riu Yazoo són Greenwood i Yazoo City.
El Yazoo és un corrent d'aigua que segueix una trajectòria paral·lela al riu Mississipi, estenent-se aproximadament uns 280 km cap al sud-oest, al costat oriental de la plana inundable del Mississipi. Aquesta àrea és coneguda com a delta del Yazoo i es troba entre els dos rius. La fertilitat d'aquesta plana inundable la converteix en un territori propici per a l'agricultura.
El riu Yazoo té l'avantatge de ser navegable per a vaixells o barques de poc calat, el que facilita el transport dins de la regió i afavoreix les activitats comercials.
No obstant això, en el passat, específicament a la primavera de 1973, la regió va enfrontar greus inundacions a causa del desbordament del riu Mississipi, que va afectar aproximadament 7.250 km² de la conca del Yazoo. Aquestes inundacions van tenir un impacte significatiu en l'agricultura local, ja que les àrees de cultiu es van veure afectades, experimentant retards i pèrdues a causa de les terres inundades, que van romandre sota aigua durant un període de fins a quatre mesos. Això va causar importants desafiaments i dificultats per als agricultors de la regió.
En geomorfologia fluvial, geologia i hidrologia, el riu Yazoo es pren com a exemple d'un corrent fluvial d'unió diferida. El terme "yazoo" (tipus de riera riu o rierol) s'aplica generalment a rius i rierols afluents que transcorren paral·lels al riu o rierol principal durant una certa distància abans de la seva confluència.definitiva aigües avall. És a dir, un afluent que s'escola en una plana d'inundació paral·lelament al corrent principal, amb el qual es pot comunicar en diverses ocasions aigües avall segons l'alçada de la mota de separació entre els dos corrents.
El parc Yazoo National Wildlife Refuge és el refugi de vida salvatge més antic de l'estat de Mississipi (1936). Està situat al centre del delta del Mississipi, a 25 milles al sud de Greenville, comtat de Washington. Acull caimans americans, aus aquàtiques migratòries, ocells limícoles, cérvols de cua blanca, esquirols, conills i ossos rentadors. La superfície total del refugi és de 52.75 km².